# Улица 17 Июня
Улица 17 Июня (нем. Straße des 17. Juni) — улица в Берлине, часть Восточно-Западной оси и федеральных дорог B2 и В5, проходящих через столицу Германии. Улица названа в память о событиях 17 июня 1953 года в ГДР в результате выделения от Унтер-ден-Линдена.
На западе улица начинается от площади Эрнста Рейтера (нем. Ernst-Reuter-Platz) и пересекает студенческий городок Берлинского технического университета. Далее улица пересекает Ландвер-канал по Шарлоттенбургскому мосту с Шарлоттенбургскими воротами на границе административных районов Шарлоттенбург и Тиргартен. В центре Большого Тиргартена улицу 17 Июня прерывает площадь Большая Звезда. Далее улица заканчивается у площади 18 Марта (нем. Platz des 18. März) у Бранденбургских ворот на границе с районом Митте. Продолжение улицы 17 Июня от Бранденбургских ворот — бульвар Унтер-ден-Линден.

## История

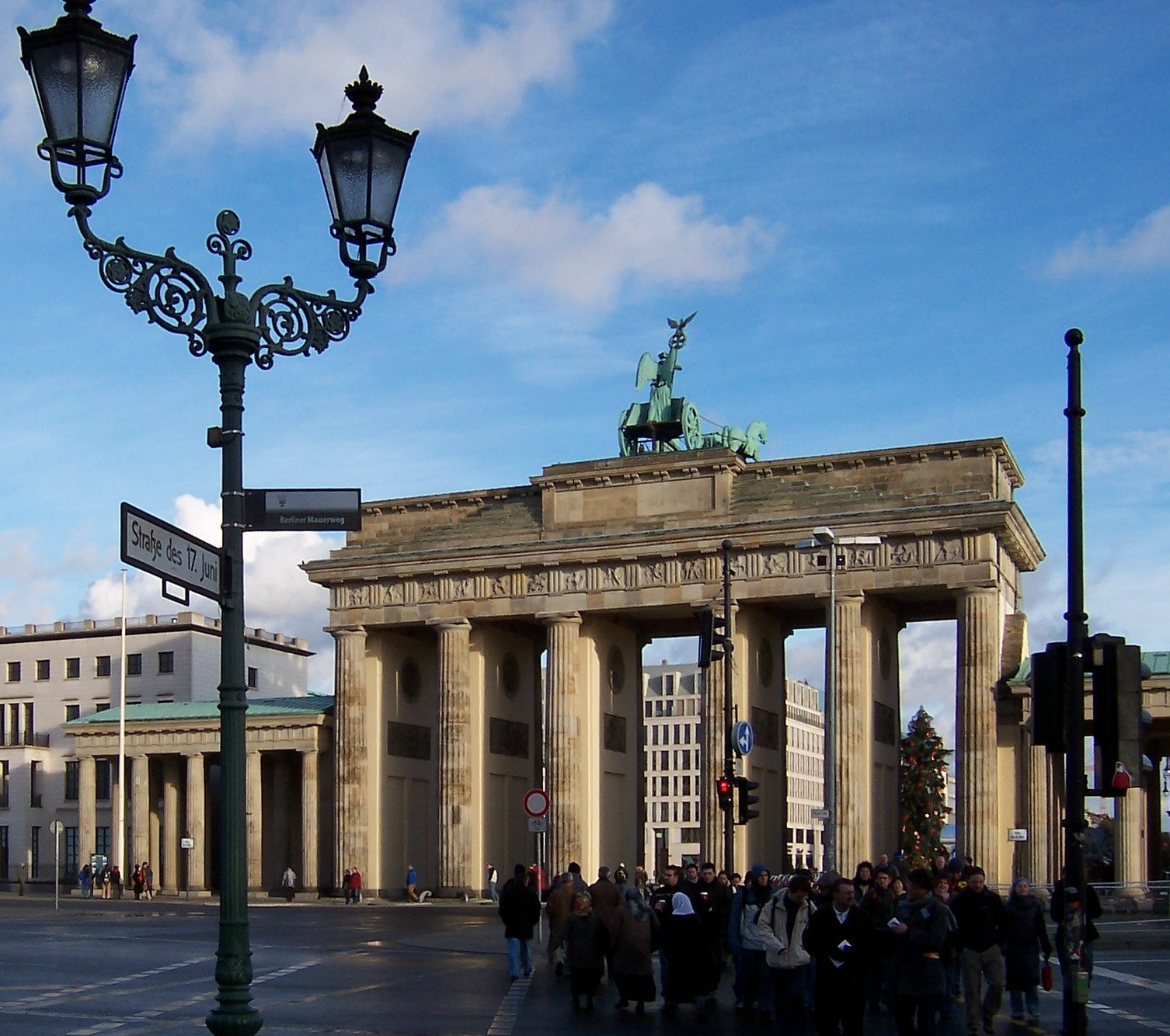
Указатель улицы 17 Июня на фоне Бранденбургских ворот

Улица была заложена в 1697 году по приказу короля Пруссии Фридриха I и связывала Городской дворец Берлина с возводимым им для супруги дворцом Лиценбург. После смерти его супруги Софии Шарлотты Ганноверской в 1705 году дворец Лиценбург был переименован в Шарлоттенбург, а улица — в Шарлоттенбургское шоссе.
Участок улицы в Большом Тиргартене был расширен до современных размеров лишь при Третьем рейхе в ходе реализации идеи Гитлера по превращению Берлина в Столицу мира Германию. Перед нацистскими планами реконструкции не устояла и самая старая трамвайная линия Берлина, которая с 1865 года вела от Купферграбена через Тиргартен в Шарлоттенбург. Представительная парадная улица Берлина получила в 1935 году официальное название Восточно-Западная ось. В 1938 году её украсила в центре колонна Победы, перенесённая на площадь Большая Звезда с Кёнигсплац (ныне площадь Республики).

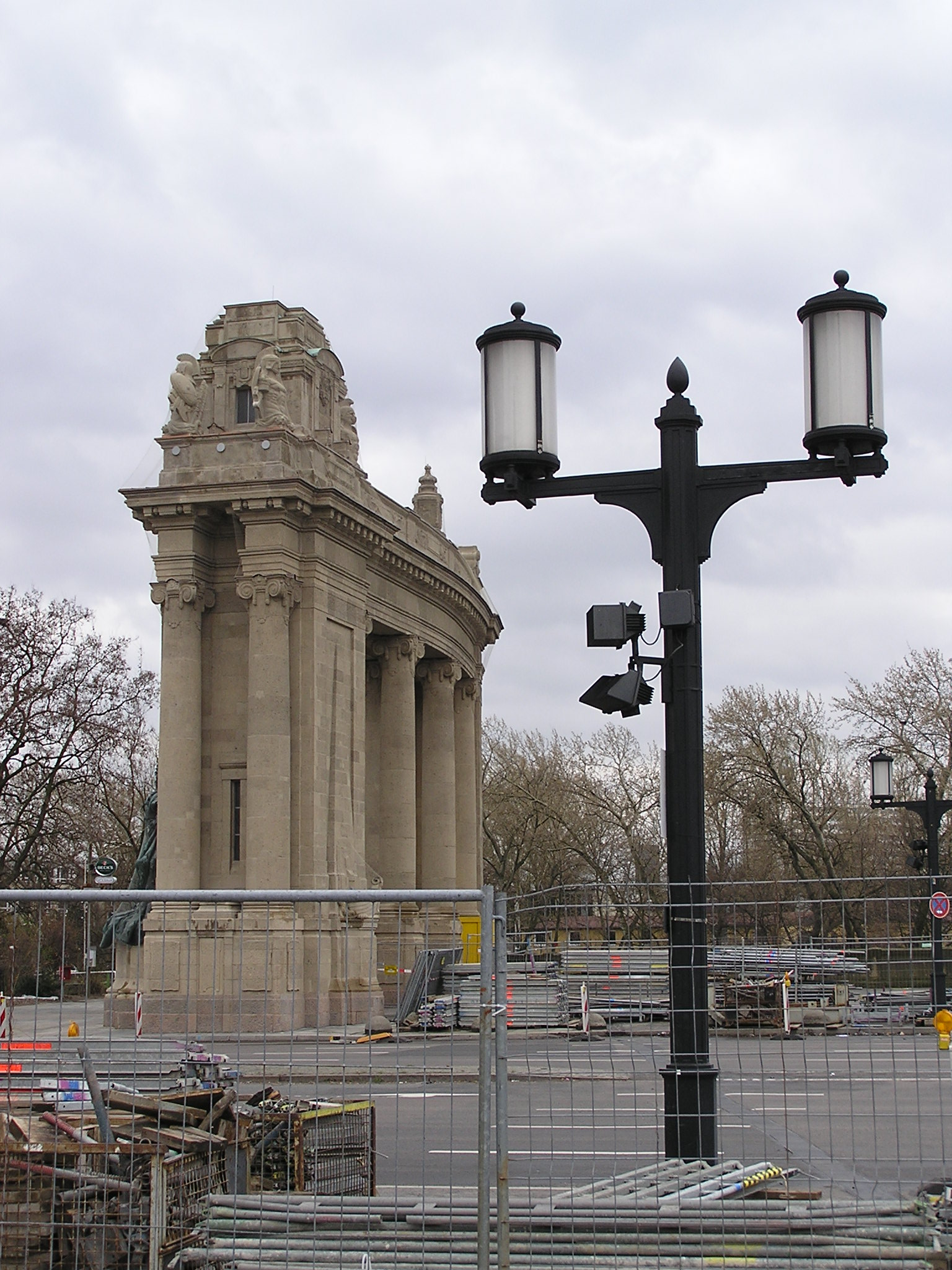
Уличные фонари Альберта Шпеера у Шарлоттенбургских ворот.

Архитектурное решение улицы 17 Июня, которое в настоящее время находится под охраной как исторический памятник, принадлежит Альберту Шпееру (в том числе характерная форма уличных фонарей). От застройки, спроектированной во времена Третьего рейха, сохранился лишь Дом Эрнста Рейтера.
С 23 марта 1945 г. улица использовалась как взлётно-посадочная полоса для сообщения Рейхсканцелярии с другими городами Германии Вдоль улицы были расположены красные фонари, а выбоины немедленно ремонтировались. Улица продолжала использоваться в этом качестве некоторое время после Второй мировой войны, поскольку деревья в Тиргартене были срублены. Контрольный пункт находился на колонне Победы.
Современное название улице было присвоено решением правительства Берлина 22 июня 1953 года в память о народных волнениях в ГДР 17 июня 1953 года. Этот день до 1990 года был национальным праздником ФРГ.
В послевоенное время на улице 17 Июня проходили многочисленные крупные мероприятия, как, например, проводившиеся до 1989 года военные парады союзнических войск. С 1996 по 2003 год здесь проходили лав-парады. С 2002 года на улице 17 Июня проходит ежегодный праздник турецкой культуры в Берлине «Тюрк гюню» (тур. Türk günü — турецкий день). На время проведения чемпионата мира по футболу 2006 года улица 17 Июня была отдана футбольным болельщикам и на шесть недель была закрыта для автомобильного движения.